# Dessia
Dessia foi uma comuna francesa na região administrativa de Borgonha-Franco-Condado, no departamento de Jura. Estendia-se por uma área de 4,64 km². Em 2010 a comuna tinha 74 habitantes (densidade: 15,9 hab./km²).
Em 1 de janeiro de 2017, passou a formar parte da nova comuna de Montlainsia.